# (5425) Vojtěch
(5425) Vojtěch est un astéroïde de la ceinture principale.

## Description
(5425) Vojtěch est un astéroïde de la ceinture principale. Il fut découvert le 20 septembre 1984 à l'Observatoire Kleť par Antonín Mrkos. Il présente une orbite caractérisée par un demi-grand axe de 2,45 UA, une excentricité de 0,13 et une inclinaison de 6,3° par rapport à l'écliptique.

## Compléments